# منزویل (جورجیا)
منزویل، جورجیا (به انگلیسی: Meansville, Georgia) یک شهر در ایالات متحده آمریکا با جمعیت ۱۹۲ نفر است که در جورجیا واقع شده‌است.

## موقعیت جغرافیایی
موقعیت جغرافیایی شهرها و مناطق اطراف به شرح زیر است: